# 223
| [ Edytuj tabelę ] |                                               |
| Władca Korei      | - 197 Sansang 227                             |
| Papież            | - 217 Hipolit Rzymski 235 - 222 Urban I 230   |
| Król Partów       | - 208 Wologazes VI 228 - 216 Artabanus IV 224 |
| Cesarz Rzymu      | - 222 Aleksander Sewer 235                    |

Rok 223 / CCXXIII
stulecia: II wiek ~
III wiek ~
IV wiek

lata: 213 «
218 «
219 «
220 «
221 «
222 «
223
» 224
» 225
» 226
» 227
» 228
» 233

## Wydarzenia
Europa
- Pretorianie zamordowali w Rzymie chcącego ograniczyć ich prawa prawnika Ulpiana.

Azja
- Zbudowana została Wieża Żółtego Żurawia w Wuchangu.

## Urodzili się
- Xi Kang, chiński filozof konfucjański (zm. 262).

## Zmarli
- 21 czerwca – Liu Bei, chiński polityk.
- Ulpian Domicjusz, rzymski prawnik.